# Среднее Бачманово
Среднее Бачманово — деревня в Косинском районе Пермского края. Входит в состав Чазёвского сельского поселения. Располагается юго-западнее районного центра, села Коса. Расстояние до районного центра составляет 30 км. По данным Всероссийской переписи населения 2010 года, в деревне проживал 21 человек (10 мужчин и 11 женщин).

## История
До Октябрьской революции населённый пункт Среднее Бачманово входил в состав Юксеевской волости, а в 1927 году — в состав Чазёвского сельсовета. По данным переписи населения 1926 года, в деревне насчитывалось 65 хозяйств, проживало 296 человек (140 мужчин и 156 женщин). Преобладающая национальность — коми-пермяки.
По данным на 1 июля 1963 года, в деревне проживало 103 человека. Населённый пункт входил в состав Чазёвского сельсовета.